# Skisprung-Continental-Cup 2025/26
Der Skisprung-Continental-Cup 2025/26 und der Skisprung-Intercontinental-Cup 2025/26 werden vom Weltskiverband FIS ausgetragene Wettkampfserien im Skispringen sein, die als Unterbau zur Weltcup-Saison 2025/26 fungieren werden.

## Terminveröffentlichungen
Der vorläufige Kalender wurde am 12. April 2025 vorgestellt und mit wenigen Änderungen am 8. Mai 2025 veröffentlicht. Zu diesem Zeitpunkt standen noch nicht alle Veranstaltungsorte fest.

## Herren Sommer

### Continental-Cup-Übersicht
| Datum              | Austragungsort | Schanze                 | Sieger | Zweiter | Dritter |
| ------------------ | -------------- | ----------------------- | ------ | ------- | ------- |
| 13. September 2025 | Stams          | Brunnentalschanze HS115 |        |         |         |
| 14. September 2025 | Stams          | Brunnentalschanze HS115 |        |         |         |
| 27. September 2025 | Hinterzarten   | Adler-Skistadion HS111  |        |         |         |
| 28. September 2025 | Hinterzarten   | Adler-Skistadion HS111  |        |         |         |
| 18. Oktober 2025   | Klingenthal    | Vogtland Arena HS140    |        |         |         |
| 19. September 2025 | Klingenthal    | Vogtland Arena HS140    |        |         |         |

## Herren Winter

### Continental-Cup-Übersicht
| Datum             | Austragungsort | Schanze                                     | Sieger | Zweiter | Dritter |
| ----------------- | -------------- | ------------------------------------------- | ------ | ------- | ------- |
| 13. Dezember 2025 | Ruka           | Rukatunturi-Schanze HS142                   |        |         |         |
| 14. Dezember 2025 | Ruka           | Rukatunturi-Schanze HS142                   |        |         |         |
| 27. Dezember 2025 | Engelberg      | Gross-Titlis-Schanze HS140                  |        |         |         |
| 28. Dezember 2025 | Engelberg      | Gross-Titlis-Schanze HS140                  |        |         |         |
| 10. Januar 2026   | Sapporo        | Ōkurayama-Schanze HS137                     |        |         |         |
| 11. Januar 2026   | Sapporo        | Ōkurayama-Schanze HS137                     |        |         |         |
|                   | Sapporo        | Ōkurayama-Schanze HS137                     |        |         |         |
| 16. Januar 2026   | Zhangjiakou    | Snow Ruyi National Ski Jumping Centre HS140 |        |         |         |
| 17. Januar 2026   | Zhangjiakou    | Snow Ruyi National Ski Jumping Centre HS140 |        |         |         |
| 18. Januar 2026   | Zhangjiakou    | Snow Ruyi National Ski Jumping Centre HS140 |        |         |         |
| 23. Januar 2026   | Innsbruck      | Bergiselschanze HS128                       |        |         |         |
| 24. Januar 2026   | Innsbruck      | Bergiselschanze HS128                       |        |         |         |
| 31. Januar 2026   | Norwegen 1     |                                             |        |         |         |
| 1. Februar 2026   | Norwegen 1     |                                             |        |         |         |
| 7. Februar 2026   | Slowenien 2    |                                             |        |         |         |
| 8. Februar 2026   | Slowenien 2    |                                             |        |         |         |
| 14. Februar 2026  | Brotterode     | Inselbergschanze HS117                      |        |         |         |
| 15. Februar 2026  | Brotterode     | Inselbergschanze HS117                      |        |         |         |
| 20. Februar 2026  | Iron Mountain  | Pine Mountain Jump HS133                    |        |         |         |
| 21. Februar 2026  | Iron Mountain  | Pine Mountain Jump HS133                    |        |         |         |
| 22. Februar 2026  | Iron Mountain  | Pine Mountain Jump HS133                    |        |         |         |
| 28. Februar 2026  | Lahti          | Salpausselkä-Schanzen HS130                 |        |         |         |
| 1. März 2026      | Lahti          | Salpausselkä-Schanzen HS130                 |        |         |         |
| 21. März 2026     | Zakopane 3     | Wielka Krokiew HS140                        |        |         |         |
| 22. März 2026     | Zakopane 3     | Wielka Krokiew HS140                        |        |         |         |

## Damen Sommer

### Intercontinental-Cup-Übersicht
| Datum              | Austragungsort | Schanze                      | Siegerin | Zweite | Dritte |
| ------------------ | -------------- | ---------------------------- | -------- | ------ | ------ |
| 6. September 2025  | Ljubno         | Savina Skisprungzentrum HS94 |          |        |        |
| 7. September 2025  | Ljubno         | Savina Skisprungzentrum HS94 |          |        |        |
| 13. September 2025 | Einsiedeln     | Schanzen Einsiedeln HS117    |          |        |        |
| 14. September 2025 | Einsiedeln     | Schanzen Einsiedeln HS117    |          |        |        |
| 27. September 2025 | Hinterzarten   | Adler-Skistadion HS111       |          |        |        |
| 28. September 2025 | Hinterzarten   | Adler-Skistadion HS111       |          |        |        |

## Damen Winter

### Intercontinental-Cup-Übersicht
| Datum             | Austragungsort | Schanze                     | Siegerin | Zweite | Dritte |
| ----------------- | -------------- | --------------------------- | -------- | ------ | ------ |
| 12. Dezember 2025 | Notodden       | Tveitanbakken HS98          |          |        |        |
| 13. Dezember 2025 | Notodden       | Tveitanbakken HS98          |          |        |        |
| 24. Januar 2026   | Innsbruck      | Bergiselschanze HS128       |          |        |        |
| 25. Januar 2026   | Innsbruck      | Bergiselschanze HS128       |          |        |        |
| 31. Januar 2026   | Norwegen 1     |                             |          |        |        |
| 1. Februar 2026   | Norwegen 1     |                             |          |        |        |
| 13. Februar 2026  | Brotterode     | Inselbergschanze HS117      |          |        |        |
| 14. Februar 2026  | Brotterode     | Inselbergschanze HS117      |          |        |        |
| 27. Februar 2026  | Lahti          | Salpausselkä-Schanzen HS130 |          |        |        |
| 28. Februar 2026  | Lahti          | Salpausselkä-Schanzen HS130 |          |        |        |